# Sân bay Mandera
Sân bay Mandera (IATA: NDE, ICAO: HKMA) là một sân bay ở Mandera, Kenya.